# Dux
Dux lat. naziv za vođu. Kasnije se razvio međuostalim u talijansko duce, mletačko doge i englesko duke.

## Upotreba poslije klasičnog razdoblja
Dukljanski vladarski naslovi su se mijenjali ovisno od razdoblja u kojem se Duklja nalazila spram svojih susjeda, kao zavisna oblast ili nezavisna kraljevina.
Dux u dukljanskim poveljama se spominje 1151. godine u aktu lokrumskom samostanu Sveta Marija, kada se Desa naziva dux Dioclie (istodobno u drugoj bio je magnus comes zahumski). 
Kasnije su zetski vladari Balšići ovaj naslov uzeli u slaveniziranom obliku, pa se spominju kao: duka drački, duka, duka veliki.